# Mistrzostwa Świata w Lekkoatletyce 2023 – sztafeta 4 × 100 m mężczyzn
Sztafeta 4 × 100 metrów mężczyzn – jedna z konkurencji biegowych rozgrywanych podczas lekkoatletycznych mistrzostw świata na Nemzeti Atlétikai Központ w Budapeszcie.
Tytułu mistrzowskiego z 2022 nie obroniła reprezentacja Kanady.

## Terminarz
Źródło: worldathletics.org.
| Data        | Godzina |            |
| ----------- | ------- | ---------- |
| 25 sierpnia | 19:32   | Eliminacje |
| 26 sierpnia | 21:40   | Finał      |

## Rekordy
Tabela prezentuje rekord świata, rekord mistrzostw świata, rekordy kontynentów oraz najlepszy wynik na listach światowych w sezonie 2023 przed rozpoczęciem mistrzostw.
|                            | Państwo                                                                                          | Wynik | Miejsce     | Data                     |
| -------------------------- | ------------------------------------------------------------------------------------------------ | ----- | ----------- | ------------------------ |
| Rekord świata              | Jamajka · (Nesta Carter, Michael Frater, Yohan Blake, Usain Bolt)                                | 36,84 | Londyn      | 11 sierpnia 2012(dts)    |
| Rekord mistrzostw świata   | Jamajka · (Nesta Carter, Michael Frater, Yohan Blake, Usain Bolt)                                | 37,04 | Daegu       | 4 września 2011(dts)     |
| Rekord Afryki              | Południowa Afryka · (Thando Dlodlo, Simon Magakwe, Clarence Munyai, Akani Simbine)               | 37,65 | Ateny       | 9 sierpnia 1997(dts)     |
| Rekord Ameryki Południowej | Brazylia · (Rodrigo do Nascimento, Vítor Hugo dos Santos, Derick Silva, Paulo André de Oliveira) | 37,72 | Doha        | 5 października 2019(dts) |
| Rekord Ameryki Północnej   | Jamajka · (Nesta Carter, Michael Frater, Yohan Blake, Usain Bolt)                                | 36,84 | Londyn      | 11 sierpnia 2012(dts)    |
| Rekord Australii i Oceanii | Australia · (Paul Henderson, Tim Jackson, Steve Brimacombe, Damien Marsh)                        | 38,17 | Göteborg    | 12 sierpnia 1995(dts)    |
| Rekord Australii i Oceanii | Australia · (Anthony Alozie, Isaac Ntiamoah, Andrew McCabe, Josh Ross)                           | 38,17 | Londyn      | 10 sierpnia 2012(dts)    |
| Rekord Azji                | Japonia · (Shūhei Tada, Kirara Shiraishi, Yoshihide Kiryū, Abdul Hakim Sani Brown)               | 37,43 | Doha        | 5 października 2019(dts) |
| Rekord Europy              | Wielka Brytania · (Adam Gemili, Zharnel Hughes, Richard Kilty, Nethaneel Mitchell-Blake)         | 37,36 | Doha        | 5 października 2019(dts) |
| Listy światowe             | Kanada · (Aaron Brown, Jerome Blake, Brendon Rodney, Andre De Grasse)                            | 37,80 | Gainesville | 1 kwietnia 2023(dts)     |
| Listy światowe             | Japonia · (Ryūichirō Sakai, Hiroki Yanagita, Yūki Koike, Koki Ueyama)                            | 37,80 | Londyn      | 23 lipca 2023(dts)       |

## Wyniki

### Eliminacje
Awans: Trzy najlepsze sztafety z każdego biegu (Q) oraz dwie z najlepszymi czasami wśród przegranych (q).
Źródło: worldathletics.org.
| Pozycja | Bieg | Tor | Państwo           | Zawodnicy                                                              | Czas  | Uwagi |
| ------- | ---- | --- | ----------------- | ---------------------------------------------------------------------- | ----- | ----- |
| 1.      | 2    | 5   | Włochy            | Roberto Rigali, Marcell Jacobs, Lorenzo Patta, Filippo Tortu           | 37,65 | Q,    |
| 2.      | 1    | 8   | Stany Zjednoczone | Christian Coleman, Fred Kerley, Brandon Carnes, J.T. Smith             | 37,67 | Q     |
| 3.      | 1    | 7   | Jamajka           | Ackeem Blake, Oblique Seville, Ryiem Forde, Rohan Watson               | 37,68 | Q,    |
| 4.      | 1    | 5   | Japonia           | Ryūichirō Sakai, Hiroki Yanagita, Yūki Koike, Abdul Hakim Sani Brown   | 37,71 | Q,    |
| 5.      | 2    | 2   | Południowa Afryka | Shaun Maswanganyi, Benjamin Richardson, Clarence Munyai, Akani Simbine | 37,72 | Q,    |
| 6.      | 1    | 3   | Francja           | Méba-Mickaël Zeze, Pablo Matéo, Ryan Zeze, Mouhamadou Fall             | 37,98 | q,    |
| 7.      | 2    | 7   | Wielka Brytania   | Jeremiah Azu, Adam Gemili, Jona Efoloko, Eugene Amo-Dadzie             | 38,01 | Q     |
| 8.      | 2    | 4   | Brazylia          | Paulo André Camilo, Felipe Bardi, Erik Cardoso, Rodrigo do Nascimento  | 38,19 | q,    |
| 9.      | 2    | 3   | Nigeria           | Favour Ashe, Usheoritse Itsekiri, Alaba Akintola, Seye Ogunlewe        | 38,20 | SB    |
| 10.     | 2    | 9   | Kanada            | Aaron Brown, Jerome Blake, Brendon Rodney, Mobolade Ajomale            | 38,25 |       |
| 11.     | 2    | 6   | Szwajcaria        | Pascal Mancini, Bradley Lestrade, Felix Svensson, Enrico Güntert       | 38,65 |       |
| 12.     | 1    | 4   | Trynidad i Tobago | Omari Lewis, Jerod Elcock, Revell Webster, Devin Augustine             | 38,89 |       |
| 13.     | 1    | 6   | Węgry             | Dominik Illovszky, Bence Boros, Dániel Szabò, Márk Pap                 | 39,55 | SB    |
| 14 !    | 1    | 9   | Holandia          | Nsikak Ekpo, Taymir Burnet, Hensley Paulina, Raphael Bouju             | DNF   |       |
| 14 !    | 1    | 2   | Niemcy            | Kevin Kranz, Lucas Ansah-Peprah, Joshua Hartmann, Yannick Wolf         | DNF   |       |
| 14 !    | 2    | 8   | Polska            | Adam Burda, Mateusz Siuda, Łukasz Żak, Dominik Kopeć                   | DNF   |       |

### Finał
Źródło: worldathletics.org.
| Pozycja | Tor | Państwo           | Zawodnicy                                                              | Czas  | Uwagi  |
| ------- | --- | ----------------- | ---------------------------------------------------------------------- | ----- | ------ |
| 01 !    | 8   | Stany Zjednoczone | Christian Coleman, Fred Kerley, Brandon Carnes, Noah Lyles             | 37,38 | WL     |
| 02 !    | 5   | Włochy            | Roberto Rigali, Marcell Jacobs, Lorenzo Patta, Filippo Tortu           | 37,62 | SB     |
| 03 !    | 6   | Jamajka           | Ackeem Blake, Oblique Seville, Ryiem Forde, Rohan Watson               | 37,76 |        |
| 4.      | 4   | Wielka Brytania   | Jeremiah Azu, Zharnel Hughes, Adam Gemili, Eugene Amo-Dadzie           | 37,80 | SB     |
| 5.      | 9   | Japonia           | Ryūichirō Sakai, Hiroki Yanagita, Yūki Koike, Abdul Hakim Sani Brown   | 37,83 |        |
| 6.      | 3   | Francja           | Méba-Mickaël Zeze, Pablo Matéo, Ryan Zeze, Mouhamadou Fall             | 38,06 |        |
| 07 !    | 7   | Południowa Afryka | Shaun Maswanganyi, Benjamin Richardson, Clarence Munyai, Akani Simbine | DNF   |        |
| 07 !    | 2   | Brazylia          | Rodrigo do Nascimento, Jorge Vides, Erik Cardoso, Felipe Bardi         | DQ    | TR24.7 |